# Cyrtolabulus conspicuus
Cyrtolabulus conspicuus är en stekelart som beskrevs av Gusenleitner 1999. Cyrtolabulus conspicuus ingår i släktet Cyrtolabulus och familjen Eumenidae. Inga underarter finns listade i Catalogue of Life.